# Кац, Рита
Рита Кац (род. в 1963 году) — аналитик по терроризму и соучредитель Search International Terrorist Entities (SITE) Intelligence Group, частной разведывательной фирмы, базирующейся в Вашингтоне, округ Колумбия.

## Биография
Кац родилась в Басре на юге Ирака в 1963 году в богатой иракской еврейской семье. После Шестидневной войны и вскоре после того, как партия Баас Саддама Хусейна захватила власть в Ираке в 1968 году, её отец был арестован по обвинению в шпионаже на Израиль. Имущество семьи было конфисковано государством, а остальная часть семьи помещена под домашний арест в каменной хижине. В следующем году, после пыток, отец Кац был осуждён и казнён повешением на центральной площади Багдада, свидетелями которого стали более полумиллиона иракцев.
Матери Кац удалось бежать с тремя детьми в Иран, откуда они добрались до Израиля. Семья поселилась в приморском городе Бат-Ям. Находясь в Израиле, Кац служила в ЦАХАЛ и изучала политику, историю и ближневосточные исследования в Тель-Авивском университете.
В 1997 году мужу Кац была предложена исследовательская стипендия по эндокринологии в Национальных институтах здравоохранения, и они переехали в Вашингтон со своими тремя детьми. Кац признала, что в то время она работала в нарушение положений своей визы.
В 1998 году Кац начала работать в научно-исследовательском институте под названием Investigative Project, которым управлял журналист Стивен Эмерсон. Она работала там над расследованиями по борьбе с терроризмом. Во время своего первого исследовательского проекта она подозревала, что Фонд Святой Земли, благотворительная организация, занимающаяся поддержкой гуманитарных программ, в основном на Западном берегу и в Газе, является передовой группой для ХАМАС. Желая более внимательно изучить его, она приняла участие в сборе средств, одевшись как мусульманка.
Вскоре после этого, снова замаскированная под мусульманку, одетую в паранджу и с звукозаписывающим оборудованием, Кац начала посещать исламские конференции и сборы средств, посещать мечети и участвовать в пропалестинских митингах в США в качестве тайного следователя, чтобы разоблачить связи американских исламских групп с иностранными террористическими группами.
Институт SITE Кац, основанный совместно с Джошем Девоном в июле 2002 года, финансировался различными федеральными агентствами и частными группами. Он анализирует «корпоративные записи, налоговые формы, кредитные отчёты, видеокассеты, публикации групп интернет-новостей и принадлежащие веб-сайты, среди прочих ресурсов, на предмет показателей незаконной деятельности». Он предоставил информацию о радикальных мусульманских группах, действующих в Соединённых Штатах, и привёл к закрытию организаций, депортациям и текущим расследованиям.
Совместно с Институтом SITE, который она соучредила для мониторинга исламских экстремистских веб-сайтов и разоблачения групп террористического фронта, Кац работала с федеральными следователями по делам о терроризме. Она была процитирована в книге Ричарда Кларка «Against All Enemies» как которая помогла предоставить правительству информацию о сети Аль-Каиды. Кларк написала, что она и Стивен Эмерсон, на которых она ранее работала, регулярно предоставляли Белому дому поток информации о возможной деятельности Аль-Каиды в США, которая, по-видимому, была в значительной степени неизвестна ФБР до терактов 11 сентября. Они дали Кларку и его сотрудникам названия исламских радикальных веб-сайтов, личности возможных террористических фронтовых групп, а также номера телефонов и адреса возможных подозреваемых в терроризме — данные, которые Кларк не смог получить из других стран правительства.
В мае 2003 года Кац опубликовала анонимную полуавтобиографию под названием «Охотник на террористов: Необыкновенная история женщины, которая пошла под прикрытие, чтобы проникнуть в радикальные исламские группы, действующие в Америке». Она замаскировалась в новостном журнале CBS «60 минут», чтобы продвинуть свою книгу под псевдонимом «Сара» и носила парик и фальшивый нос, чтобы защитить себя и свою семью от возмездия со стороны групп, которые, по её словам, были связаны с Аль-Каидой, ХАМАС, Исламским джихадом и Хезболлой. В книге она пытается раскрыть то, что она считает серьёзностью и масштабами присутствия исламского фундаментализма в Америке, и что правительственные учреждения все ещё не работают вместе как единое целое для борьбы с терроризмом, вместо этого скрывая информацию друг от друга, пытаясь взять на себя расследования и даже преднамеренно замедляя расследования терроризма. Кац в «Охотнике за террористами» была с того периода, когда она была нанята Стивеном Эмерсоном в Следственном проекте по терроризму.
Работы SITE цитировались в The New York Times и The Washington Post примерно два раза в месяц по состоянию на 2006 год. В январе 2007 года Аль-Джазира сообщила, что Национальная ассоциация мусульманских американских женщин подала официальную жалобу в Отдел гражданских прав Министерства юстиции США, Уголовную секцию и в Администрационную канцелярию прокуроров Соединённых Штатов в Министерстве юстиции США, утверждая, что в результате вводящей в заблуждение и ложной информации, предоставленной правоохранительным.
В октябре 2007 года стало известно, что Кац обнаружила и выдала администрации Буша копию видео Усамы бен Ладена, которое ещё не было выпущено Аль-Каидой. Кац выпустила видео по частной ссылке на веб-страницу сайта адвокату Белого дома Фреду Ф. Филдингу и Джоэлу Багналю, заместителю помощника президента по внутренней безопасности. В течение 20 минут компьютеры, зарегистрированные в различных частях исполнительной власти, начали загружать видео, и в течение нескольких часов на Fox News появилась стенограмма со ссылкой на SITE. Кац попросила, чтобы веб-страница оставалась конфиденциальной. Она сказала, что преждевременное раскрытие предупредило Аль-Каиду о нарушении безопасности и уничтожило операцию по наблюдению, чтобы перехватить и передать секретные сообщения, видео и предварительные предупреждения о взрывах террористов-смертников из коммуникационной сети террористической группы. Правительство США не опровергло её претензии.